# Kleine Höhe
Kleine Höhe, in neuerer Schreibweise auch Kleinehöhe, ist eine nordrhein-westfälische Gemarkung mit der Nummer 3232 auf dem Stadtgebiet der bergischen Stadt Velbert (Stadtbezirk Neviges).
1975 von der Gemarkung abgespaltene und in Wuppertal eingemeindete Flächen werden auch heute noch in der Bevölkerung, Politik und Presse als Kleine Höhe bezeichnet, obwohl sie formal der Gemarkung Dönberg angegliedert wurden und nicht mehr der Restgemarkung Kleine Höhe angehören, die sich heute ausschließlich auf Velberter Stadtgebiet befindet.

## Geschichte

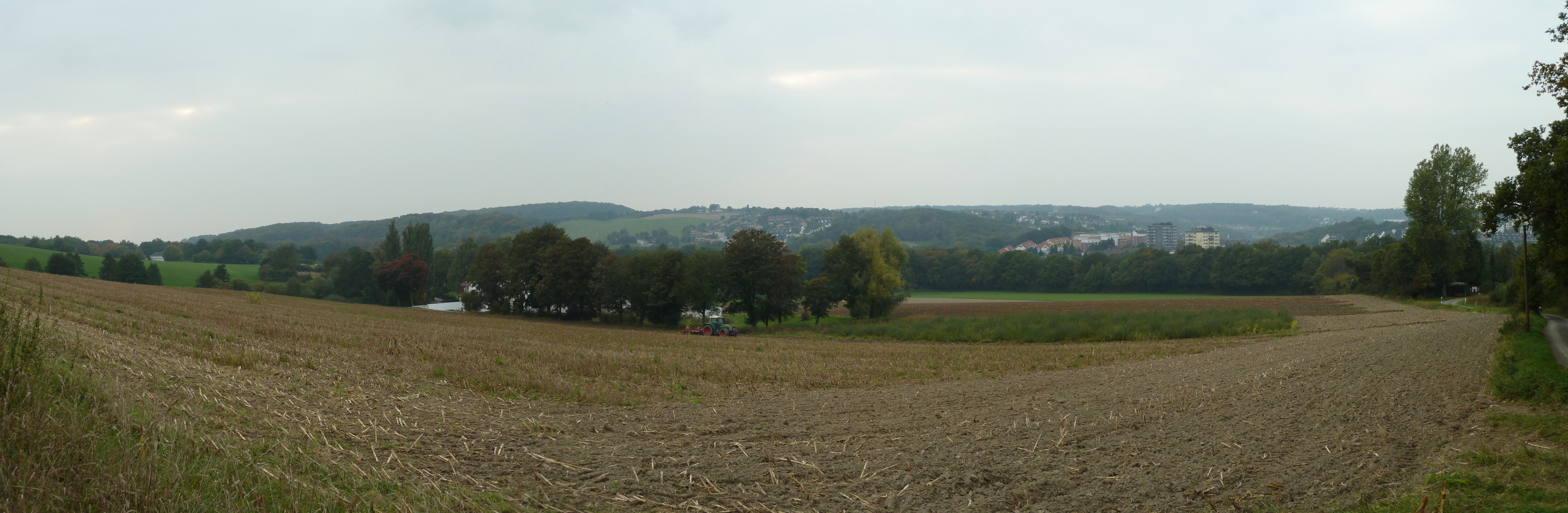
Die Gemarkung Kleine Höhe. Im Vordergrund Wuppertal, im Hintergrund Velbert

Die Gemarkung geht aus einer mittelalterlichen und neuzeitlichen Bauerschaft gleichen Namens in der Herrschaft Hardenberg im Herzogtum Berg hervor. Nach der napoleonischen Besetzung des Herzogtum Bergs wurden die bergischen Ämter und Unterherrschaften aufgelöst und Kleine Höhe dem Kanton Velbert im Arrondissement Düsseldorf im Département Rhein des Großherzogtums Berg zugewiesen. Nach der Niederlage in der Völkerschlacht bei Leipzig zogen die Franzosen aus dem Großherzogtum ab und Kleine Höhe fiel ab Ende 1813 unter die provisorische Verwaltung durch Preußen im Generalgouvernement Berg. Mit Bildung der preußischen Provinz Jülich-Kleve-Berg 1816 wurde Kleine Höhe der Bürgermeisterei Hardenberg im Kreis Elberfeld bzw. ab 1861 dem Kreis Mettmann der preußischen Rheinprovinz zugeordnet, die 1935 in Neviges umbenannt wurde.
1836 besaß die Bauerschaft 321 Einwohner. Kirchlich gehörte Kleine Höhe 1832 zu dem evangelischen bzw. katholischen Kirchspiel Neviges. Als Wohnplätze werden in der Statistik und Topographie des Regierungsbezirks Düsseldorf zu dieser Zeit im großen Locksiepen, auf der Oberstraße, aufm Jägersaßbruch, am Herrnsaßbruch, Auf der Schmitten und vorn am Leimberg, jeweils mit mehreren umgebenden Höfen aufgelistet.
Zu Kleine Höhe gehörten laut dem Gemeindelexikon für die Provinz Rheinland 1888 die Wohnplätze Altenlinken, Alte Triebel, Am Asbruch, Am Kleff, Asbruch, Feldgen, Grenze, Hoffnung, Hufe, Jägerasbruch, Klarensprung, Kleine Dillenberg, Königsberg, Linken, Locksiepen, Mittelste Straße, Neue Grenze, Neuenasbruch, Oberste Asbruch, Oberste Dillenberg, Oberste Homberg, Oberste Leimberg, Oberste Straße, Pöthen, Römershäuschen, Römersleimberg, Schanze, Schmiede, Schmitte, Schüttlershaus, Schultenleimberg, Sonnenblume, Triebel, Triebelsheide, Unterste Dillenberg, Unterste Homberg, Unterste Leimberg, Unterste Straße und Weingarten. Zu dieser Zeit lebten in diesen Orten 546 Menschen in 55 Wohnhäusern.
Durch die nordrhein-westfälische Gebietsreform kam Neviges mit Beginn des Jahres 1975 zur Stadt Velbert, ein Großteil der Gemarkung wurde jedoch nach Wuppertal eingemeindet und der Gemarkung Dönberg zugeschlagen, so dass die Bezeichnung Kleine Höhe heute amtlicherseits nur noch im Velberter Kataster verwendet wird. Im allgemeinen Sinn wird aber heute vor allem der in Wuppertal gelegene Anteil nach wie vor als Kleine Höhe bezeichnet.
Anfang des 21. Jahrhunderts wurde von der Stadtverwaltung Wuppertal projektiert, Teile der Wuppertaler "Kleinen Höhe" um die Wüstung Schanze als Gewerbegebiet Wuppertal NewArea zu erschließen. Nach Aufgabe dieser Planung auch aufgrund von Bürgerprotesten sollte dort stattdessen ein Wohngebiet errichtet werden, aber auch diese Pläne wurden aufgegeben. Die Planung eines Windkraftanlagenparks wurde 2015 zugunsten der Planung einer Forensischen Klinik aufgegeben. Auch diese Planung war höchst umstritten und wurde 2020 nach anhaltenden Bürgerprotesten und aufgrund einer veränderten Lage am landeseigenen Alternativstandort Parkstraße schließlich aufgegeben.